# Willow Shields
Willow Shields  (Albuquerque, Nuevo México; 1 de junio de 2000) es una actriz estadounidense de cine y televisión, más conocida por interpretar el papel de Primrose Everdeen en la franquicia de Los juegos del hambre.

## Carrera
En julio de 2011, Shields obtuvo el papel de Primrose Everdeen, la hermana de la protagonista (Katniss Everdeen), en la película Los juegos del hambre estrenada en marzo de 2012. En 2013, Shields volvió a interpretar ese personaje en su secuela, Los juegos del hambre: en llamas, que se estrenó el 22 de noviembre. En 2014 y 2015 Shields repitió su papel en las últimas películas de la franquicia Los juegos del hambre: sinsajo - Parte 1 y Los juegos del hambre: sinsajo - Parte 2, correspondientes a la primera y a la segunda parte del último libro de la saga creada por Suzanne Collins.

## Filmografía
| Filmografía | Filmografía                              | Filmografía                         | Filmografía              | Filmografía                           |
| Año         | Título                                   | Papel                               | Tipo                     | Notas                                 |
| ----------- | ---------------------------------------- | ----------------------------------- | ------------------------ | ------------------------------------- |
| 2008        | Las Vegas                                | Chica que mira la pelea de pistolas | Cortometraje             | Voz                                   |
| 2009        | In Plain Sight                           | Lisa Rogan / Royal Lisa             | Serie de televisión      | Un episodio                           |
| 2011        | Beyond the blackboard                    | Grace                               | Película para televisión | Papel secundario                      |
| 2012        | Los juegos del hambre                    | Primrose Everdeen                   | Película                 | Rol menor                             |
| 2012        | R.L. Stine's The Haunting Hour           | Eve                                 | Serie de televisión      | Temporada 3, episodio 8. Los Intrusos |
| 2013        | Los juegos del hambre: en llamas         | Primrose Everdeen                   | Película                 | Rol menor                             |
| 2014        | Los juegos del hambre: sinsajo - Parte 1 | Primrose Everdeen                   | Película                 | Rol menor                             |
| 2015        | Los juegos del hambre: sinsajo - Parte 2 | Primrose Everdeen                   | Película                 | Rol menor                             |
| 2015        | Dancing with the Stars                   | Ella misma                          | Programa de televisión   | Participante                          |
| 2020        | Spinning Out                             | Serena Baker                        | Serie de televisión      | Elenco principal                      |
| 2023        | Detective Knight: última misión          | Ally                                | Película                 | Elenco principal                      |